# Købmagergade
Købmagergade er en gågade i centrum af København, der strækker sig fra Strøget til Kultorvet. På gaden ligger blandt andet Rundetårn, stormagasinet Illum, kollegiet Regensen og hatteforretningen Petitgas.
Også Købmagergades Postkontor, som man tidligere mente havde givet bogstavet K til postdistriktet København K (K'et står i stedet for 'København'), ligger her. Det var dette postkontor, som i 1988 blev udsat for det postrøveri, der var centralt i Blekingegade-sagen.

## Historie
Købmagergades historie kan følges tilbage til vikingetiden, hvor den udgjorde en del af vejen fra Roskilde til overfartsstedet til Amager og Skåne ved nutidens Højbro. I jordebogen fra 1380 står Købmagergade med navnet Bjørnebrogade, der kan vise til en "bjørn" (= dæmning over voldgraven) eller til en bro over byens rende (= åbne kloak), der under navn af Rosenåen netop gik gennem Købmagergade.
I 1400-tallet flyttede Københavns slagtere til gaden og solgte kød fra åbne boder. Slagterne hed den gang "kjødmangere", og gaden blev derfor kaldt Kjødmangergade.
Navnet blev stavet på forskelligt vis:
- Køtmanger Bodher i 1432
- Køthmangerstrede i 1475
- Kjødmangher Gaadhen i 1504

I 1451 forbød Christian 1. andre at bruge kødmanger-embedet "end de, der boede i de kjødmangerboder, som af Arilds tid har været kødmangerboder", ligesom en lavsskrå fra middelalderen fastslog, at "den, der vil være kødmanger, skal bo i Kødmangergaden i den gård, som kødmangere har boet i". I 1530'erne blev slagterboderne flyttet til Skindergade.
Af hygiejniske grunde blev slagterne i 1583 af Frederik 2. forvist til den østlige side af Rosenåen, der løb fra Sankt Jørgens Sø gennem nutidens Købmagergade på sin vej mod Kalvebod Strand. Slagterne tømte blod og slagteaffald ud i åen.
Med tiden udviklede de mange slagtninger inde i byen sig til et sundhedsmæssigt problem. I 1577 forbød man slagtning inden for voldene, og slagterne flyttede i stedet ud på Vesterbro. Efterhånden glemte københavnerne de gamle slagterboder, og "Kjødmangergade" blev efterhånden til "Købmagergade" (folkeetymologi). Første gang man støder på navnet "Købmagergade" er omkring 1660, men først på 1800-tallet er navnet almindelig udbredt.

## Bygninger
Den kongelige Porcelainsfabrik blev grundlagt 1775 i Købmagergade i en tidligere gæstgivergård. Den lå her indtil 1882.
I nummer 52, som sikkert er bygget i 1729, men senere moderniseret, havde Studenterforeningen sit første hjem 1820-1824.
Købmagergade blev, sammen med Store Kannikestræde og Rosengården, taget i brug som gågade 23. maj 1973.